# Aklastjärnen
Aklastjärnen är en sjö i Ånge kommun i Medelpad som ingår i Ljungans huvudavrinningsområde.